# Niemcoznawstwo
Niemcoznawstwo – dyscyplina naukowa obejmująca politologiczną, filologiczną, historyczną i kulturową wiedzę o krajach niemieckojęzycznych, powstała w historiografii polskiej po odzyskaniu niepodległości w 1918 roku.
W okresie międzywojennym tymi zagadnieniami zajmował się Instytut Bałtycki w Toruniu oraz Uniwersytet Poznański. Od 1945 r. głównymi ośrodkami badawczymi stały się: Poznań (Instytut Zachodni), Opole (Instytut Śląski), Gdańsk (Instytut Bałtycki).
Wybrani polscy niemcoznawcy: Henryk Batowski, Norbert Honsza, Antoni Czubiński, Witold Jakóbczyk, Lech Janicki, Zdzisław Kaczmarczyk, Alfons Klafkowski, Józef Kokot, Zbigniew Maciąg, Edmund Makowski, Dariusz Matelski, Stanisław Nawrocki, Edmund Osmańczyk, Janusz Pajewski, Kazimierz Piwarski, Edward Serwański, Kazimierz Tymieniecki, Jan Wąsicki, Marian Wojciechowski, Zygmunt Wojciechowski, Jan Żak.
W Polsce studia z zakresu niemcoznawstwa prowadzi Instytut Historii Uniwersytetu Gdańskiego we współpracy z Instytutem Filologii Germańskiej UG jako makrokierunek, Katedra Badań Niemcoznawczych Uniwersytetu Łódzkiego, jako specjalność na kierunku niemcoznawstwo w ramach Wydziału Studiów Międzynarodowych i Politologicznych UŁ oraz Instytut Europeistyki UJ, jako specjalność na kierunku europeistyka i Uniwersytet Wrocławski na Wydziale Nauk Społecznych.